# Mieczyn (gromada)
Mieczyn – dawna gromada, czyli najmniejsza jednostka podziału terytorialnego Polskiej Rzeczypospolitej Ludowej w latach 1954–1972.
Gromady, z gromadzkimi radami narodowymi (GRN) jako organami władzy najniższego stopnia na wsi, funkcjonowały od reformy reorganizującej administrację wiejską przeprowadzonej jesienią 1954 do momentu ich zniesienia z dniem 1 stycznia 1973, tym samym wypierając organizację gminną w latach 1954–1972.
Gromadę Mieczyn z siedzibą GRN w Mieczynie utworzono – jako jedną z 8759 gromad na obszarze Polski – w powiecie włoszczowskim w woj. kieleckim, na mocy uchwały nr 13l/54 WRN w Kielcach z dnia 29 września 1954. W skład jednostki weszły obszary dotychczasowych gromad Brygidów, Karolinów, Jakubów, Mieczyn, Stojewsko i Wojciechów ze zniesionej gminy Krasocin oraz obszar dotychczasowej gromady Ewelinów i wieś Ostra Górka z dotychczasowej gromady Świdno ze zniesionej gminy Oleszno w tymże powiecie. Dla gromady ustalono 17 członków gromadzkiej rady narodowej.
1 stycznia 1959 z gromady Mieczyn wyłączono wieś Ostra Górka włączając ją do gromady Oleszno w tymże powiecie.
Gromada przetrwała do końca 1972 roku, czyli do kolejnej reformy gminnej.